# どろんぱ
どろんぱ（1951年10月15日 - ）は、日本の漫画家、イラストレーター、ゲームデザイナー。東京都出身。旧ペンネームは真樹村 正（まきむら ただし）、槙村 ただし（読みは同じ）。現在、射楽という別名義で18禁の同人活動も行っている。

## 略歴
かつては永井豪のダイナミックプロに所属。1973年、『必殺集金人 どハズレおっさん伝』で漫画家としてデビュー。
後にすがやみつるの影響でパソコンを始め、富士通製のパソコンFM-8を購入。1983年、九十九電機製ゲームソフト『野球拳』を手がけた後、『マリちゃん危機一髪』（エニックス、FM-8版ゲームソフト）にてゲーム作家としてデビューした。

## 主な漫画作品
- 必殺集金人 どハズレおっさん伝（週刊少年サンデーお正月増刊号、小学館、1973年）
- 魔人ハンター ミツルギ（小学一年生、小学館、1973年）
- ゴジラの息子（別冊冒険王、秋田書店、1973年8月号）
- ドロロンえん魔くん（小学一年生、小学館、1973年10月号 - 1974年3月号、原作 永井豪）
- 豪快くん（週刊少年マガジン、講談社、1974年 - ?）[1]
- シャイアンツの豪快くん（別冊少年マガジン、講談社、1974年創刊号 - ?）[2]
- アシモフくん（週刊少年マガジン、講談社、1974年）[3]
- 十兵衛えん魔帳（週刊少年マガジン、講談社、1975年 -?、不定期掲載）[4]
- ジャンジャジャ〜ン ボスボロットだい（テレビマガジン、講談社、1975年7月号 - 1976年7月号）
- どろんぱ忍丸（週刊少年キング、少年画報社、1975年 - 1977年）
- ミラクルぼんぼん（週刊少年キング、少年画報社、1977年 - 1978年）
- おなり〜っ ボロッ殿だい（テレビマガジン、講談社、1976年7月号 - 1977年8月号）
- シェリフ（週刊少年マガジン、講談社、原作：林律雄・鶴見史郎）
- GAME MAKING COMIC デクノポリス（テクノポリス、徳間書店、1983年7月号 - 1983年12月号）
- ファミロボ ボロッ太の ファミコンひみつわざ道場（テレビマガジン、講談社、1985年10月号 - 1988年8月号）
- ゲームワールド潜入まんが ガンダーラ（ポプコム、小学館、1987年7月号 - 1987年12月号）
- オレは悪魔だ デビルマンくん（月刊コロコロコミック、小学館、1991年）
- 怪奇恐怖劇場 地獄の招待状（別冊コロコロコミック、小学館）
- がきメカファイ太（コミックボンボン、講談社）
- ゲームパイロット虎（タイガー）（コミックボンボン、講談社）
- 悪魔のタロットカード（立風書房）
- ミュータント・タートルズ（共作。2、5、7、10巻分を執筆）（1994年、電撃コミックス）

## 主なゲーム作品
- マリちゃん危機一髪（1983年、エニックス、FM-7、PC-8801）
- 女子寮パニック（1983年、エニックス、FM-7、PC-8801）
- エルドラド伝奇（1985年、エニックス、FM-7、PC-8801、PC-9801）
- ガンダーラ（1987年、エニックス、PC-8801、X1turbo、FM77AV、MSX　音楽：すぎやまこういち）
- 魔浄理子・淫靡界（まじょりこ・いんびぞーん）（1989年、ナツメ、PC-8801mkIISR）
- アバドックス（1989年12月15日、ナツメ、ファミリーコンピュータ）

## 書籍
- 美少女ゲーム制作講座　Visual Basic for windows（1995年、日本文芸社）

## 師匠
- 永井豪（漫画の師匠）
- すがやみつる（パソコンの師匠）